# Нижегородский машиностроительный завод
Нижегородский машиностроительный завод (прежние названия — Союзный машиностроительный завод «Новое Сормово», Горьковский машиностроительный завод, Завод № 92) — российское предприятие, производитель вооружений и боеприпасов в Нижнем Новгороде.

## История
Нижегородский машиностроительный завод основан в 1932 году под названием «Новое Сормово» (Союзный машиностроительный завод «Новое Сормово» Всесоюзного орудийно-артиллерийского объединения (ВОАО) Наркомата тяжёлой промышленности) для развития мощностей кузнечного производства завода «Красное Сормово».
В 1934 году на заводе организовали КБ во главе с конструктором артиллерийских систем В. Г. Грабиным. В 1941 году на заводе была создана боевая машина, лёгкая противотанковая САУ открытого типа ЗиС-30 (57-мм пушка ПТО), а также организовано её производство.
В годы Великой Отечественной войны завод выпустил более 100 тысяч пушек различных модификаций.
Со второй половины 1945 года в ходе демобилизации завод начал конверсию, организовав производство оборудования для нефтяной отрасли (к 1948 году его доля достигла 40 %), и в дальнейшем стал многопрофильным предприятием.
1 марта 1947 постановлением Совмина на заводе было создано Особое конструкторское бюро для проектирования атомных реакторов, которое в 1963 стало самостоятельной организацией ОКБМ имени И. И. Африкантова Госкомитета по атомной энергии.
Из артиллерийского вооружения завод продолжал производить сухопутные зенитные орудия (57-мм С-60 с 1957 по 1964 год, 23-мм башенную установку 2А10 «Амур» для ЗСУ-23-4, позднее башню 2А40 для сменившего её 30-мм ЗРПК «Тунгуска»), корабельную артиллерию (качающую часть АК-726, А-220, АК-176М), также изготавливал ТЗМ 2Ф77М, КСУАО 1В17, 120-мм миномёт 2Б14, 100-мм пушку 2А70, 125-мм пушку 2А46М. Из небоевых артиллерийских систем производил многоствольные салютные установки 2А30, 2А34, 2А35.
В 1950-е и 1960-е годы завод производил антенные посты РЛС ПВО и ПРО (для систем С-25, С-75, С-200, А, А-35, С-225), а в 1975 освоил узлы для ЗРК С-300, которые изготавливал по крайней мере до 2005, перейдя на С-400 в XXI веке. В 1956 году спроектировал и отгрузил антенну радиопеленгатора «изделие АЛ» для отслеживания космических объектов, с конца 1950-х участвовал в производстве антенных постов радиотелескопов (РТ-15, ТНА-200), огромных (55 тонн) тарелок спутниковой связи ТНА-57. В 1981 участвовал в изготовлении уникального радиолокатора 31Ж6 для разведывательного судна ССВ-33 «Урал».
Завод выпускал и гражданскую продукцию: товары народного потребления и детали для тракторов, телевизоров, пищевой и шинной промышленности. В 1970-е годы было начато производство пылесосов (с 1973 — «Вихрь-М», с 1974 — «Циклон»).
В 1994 году предприятие акционировали и преобразовали в открытое акционерное общество.
До февраля 2008 года генеральным директором предприятия был Г. И. Басов.
26 марта 2009 года генеральным директором ОАО «Нижегородский машиностроительный завод» была назначена Елена Эдуардовна Кравченко (1963—2010). 16 ноября 2010 года Елена Эдуардовна Кравченко скоропостижно скончалась, находясь на излечении в Германии.
22 ноября 2010 года генеральным директором ОАО «Нижегородский машиностроительный завод» сроком на 1 год был назначен В. В. Золотарёв.
С октября 2011 года генеральный директор ОАО «Нижегородский машиностроительный завод» — Шупранов Василий Николаевич.

## Продукция
Ракетные комплексы, артиллерийские системы, атомные корабельные установки, агрегаты для ремонта нефтяных скважин, различные устройства теплотехники для коммунальных хозяйств и бытовых приборов.
Атомными реакторами производства Нижегородского машиностроительного оснащены восемь атомных ледоколов и один океанский грузовой лихтеровоз «Севморпуть». Самоходные подъёмные агрегаты для ремонта скважин (АПРС), автомобильные телескопические подъёмники (АП), теплотехника (теплоцентрали, котельные, газовые котлы различных типов), манипуляторы для лесной промышленности, угольные комбайны К-500). Нижегородский машиностроительный завод входит в Союз производителей нефтегазового оборудования.

## Основные акционеры
- Публичное акционерное общество «Концерн ПВО „Алмаз-Антей“» — 51 % акций
- Открытое акционерное общество «Головное системное конструкторское бюро концерна ПВО „Алмаз-Антей“» — 35,12 % акций

## Плавучие атомные электростанции
В середине 2006 года «Росэнергоатом» и «Севмаш» подписали контракт на производство первой в мире плавучей атомной электростанции, которая позволяет как снабжать небольшие населённые пункты электричеством и теплом, так и опреснять морскую воду. В сутки электростанция может выдать от 40 до 240 тысяч тонн пресной воды.
Нижегородский машиностроительный завод поставит для электростанции два атомных реактора КЛТ-40С, электрическая мощность каждого из которых 38,5 МВт, а тепловая мощность — 73 Гкал/ч.
Строительство электростанции должно завершиться в 2010 году. Стоимость проекта оценивается в 9 миллиардов рублей.

## Санкции
В декабре 2022 года, на фоне вторжения России на Украину, «Нижегородский завод имени 70-летия Победы» внесён в санкционные списки стран Евросоюза и Швейцарии, поскольку производит С-400, которые Россия использовала в ходе вторжения. Кроме того, завод «содействует и поощряет деятельность «Юнармии», российской военизированной организации, поддерживающей агрессивную войну России против Украины и распространяющей российскую пропаганду о войне». По аналогичному основанию завод находится под санкциями США, Канады, Украины, Австралии и Японии.